# Cachryx alfredschmidti
Cachryx alfredschmidti — вид ящірок родини ігуанових. Батьківщиною виду є південно-східна Мексика та прилегла Гватемала.

## Етимологія
Назва alfredschmidti на честь німецького герпетокультуролога Альфреда Шмідта.

## Опис
Дорослі самці C. alfredschmidti досягають принаймні 170 мм, а самки 152 мм довжини від морди до живота (SVL). Довжина хвоста коливається від 74 % до 85 % SVL.

## Середовище проживання
Природним середовищем проживання C. alfredschmidti є тропічні вологі рівнинні ліси та сезонно затоплювані чагарникові ліси.

## Поведінка
C. alfredschmidti є деревним. Він може знайти безпеку в порожнистих гілках і стовбурах дерев, закриваючи вхід своїм колючим хвостом. Зразки фекалій показують, що дієта C. alfredschmidti складається з листя, хоча він, ймовірно, також їсть членистоногих. C. alfredschmidti є яйцекладним.